# Хузангай Петро Петрович
Петро́ Петро́вич Хузанга́й (чув. Петĕр Хусанкай, читається Пе́дер Хузанга́й; 22 січня 1907 Сіктерме, Казанська губернія, Російська імперія — 4 березня 1970, Чебоксари, Чуваська АРСР, РСФСР, СРСР) —чуваський народний поет, Чуваської Республіки, перекладач.
Народився 22 січня 1907 року в селі Сіктермє Алькієвського району (нині Республіка Татарстан) в родині селянина. Після закінчення школи другого ступеню вчився в Чуваському педагогічному технікумі, згодом в Східному педагогічному інституті в місті Казань. Після закінчення працює на Кавказі і Середній Азії. Дуже любить подорожувати.
В роки Другої світової війни воював рядовим бійцем на фронті, був кореспондентом дивізійної газети, під час бою отримав важкі поранення.
В 1957 році закінчив вищі літературні курси при Спілці письменників СРСР. Далі суміщав творчість з роботою на посаді депутата ВР Чуваської АРСР, ВР РРСФР, був членом президіума спілки письменників РРСФР та СРСР, та головою ради письменників Чув. АРСР. Крім того працював в місцевих друкованих ЗМІ кореспондентом.
Його перу належать переклади на  чуваську мову Пушкіна, Лєрмонтова, Шекспіра, Шевченко, а також переклади на російську мову творів чуваських поетів Сеспеля, Іванова.
Нагороджений чисельними нагородами за свою творчу і громадську діяльність. Помер в столиці  Чувашії місті Чебоксари 4 березня 1970 року.
За своє недовге життя кілька разів побував в Україні, на спогад про неї написав статті: «На Тарасовій горі» (1955), «Наші серця в Каневі» (1961) та ін.
Тарасові Шевченку присвячено вірші: «Поетові України», «Роздуми біля Лаври», «Рани поета». Брав активну участь у підготовці чуваського видання «Кобзаря» (1954) та «Вибраного» (1964) Т. Г. Шевченка. Перекладав твори українських радянських поетів.
Його переклад «Заповіту» на чуваську мову значно популяризував ідеї Кобзаря серед чувашів.
Пехил

 Эп вилсессӗн — ҫеҫенхирӗн

 Варрине пытарӑр,

 Чун юратнӑ Украинӑн

 Тӑприпе хуплайӑр.

 Тӗмескем ҫинчен ҫӗршывӑм

 Курӑнса выртинччӗ,

 Ватӑ Днепр ахӑрни те

 Уҫҫӑн илтӗнинччӗ.

 Тӑшмансен хура юнне вӑл

 Украина тӑрӑх

 Тинӗсех илсе тухсассӑн,

 Тупӑкран эп тӑрӑп,

 Сӑрчӗ, хирӗ — йӑлт хӑварӑп,

 Пӗлӗтех ҫӗкленӗп

 Кӗлтумашкӑн. А унччен-ха

 Эп турра пӗлместӗп.

 Пытарсамӑр та хускалӑр,

 Сӑнчӑрсене татӑр,

 Ирӗке усал тӑшманӑн

 Юнӗпе шӑварӑр!

 Аслӑ, ирӗклӗ те ҫӗнӗ

 Килйышра — ан манӑр — 
 Ырӑ сӑмахпа мана та

 Ӑшшӑн асӑнсамӑр.
Ім'я Хузангая носить його рідне село, а також вулиця в  Чебоксарах та місцевий палац культури текстильників. Влітку 2006 року на його честь встановлено пам'ятник в цьому місті.